# دمیتری رادچنکو
دمیتری رادچنکو (Дмитрий Леонидович Радченко؛ زادهٔ ۲ دسامبر ۱۹۷۰) یک بازیکن فوتبال اهل شوروی است.
از باشگاه‌هایی که در آن بازی کرده‌است می‌توان به زنیت سن پترزبورگ، جوبیلو ایواتا، هایدوک اسپلیت، ریسینگ سانتاندر، دپورتیوو لاکرونیا، اسپارتاک مسکو و رایو وایکانو اشاره کرد.
وی همچنین در تیم ملی فوتبال شوروی و تیم ملی فوتبال روسیه بازی کرده است.